# ADSL2
ADSL2 en ADSL2+ zijn de snellere varianten van de 'gewone' ADSL-verbinding.

## Snelheden

### Downloadsnelheid
Een ADSL2+-verbinding heeft een theoretische downloadsnelheid tot 24 Mbit/s. Voor ADSL2 (zonder plus) is dit maximaal 12 Mbit/s. De effectieve downloadsnelheid is echter sterk afhankelijk van de afstand tussen de telefoonaansluiting en de telefooncentrale, de kwaliteit van het koper en de demping. Ook is van belang dat de modem zo dicht mogelijk op het IS/RA-punt (telefoonaansluiting in de woning) zit, en dat er vanuit het IS/RA-punt geen vertakkingen aanwezig zijn. Dit zorgt namelijk voor 'echo's' op de lijn, waardoor de kwaliteit van het ADSL2+-signaal sterk achteruitgaat. Dit is onder andere funest voor een VoIP-verbinding (telefonie).
Een nog snellere variant is VDSL en VDSL2.
| Afstand tot telefooncentrale | Downloadsnelheid |
| ---------------------------- | ---------------- |
| <0,7 km                      | 24 Mbps          |
| <1,2 km                      | 22 Mbps          |
| <1,6 km                      | 20 Mbps          |
| <1,9 km                      | 20 Mbps          |
| <2,1 km                      | 16 Mbps          |
| <2,3 km                      | 14 Mbps          |
| <2,5 km                      | 12 Mbps          |
| <2,7 km                      | 10 Mbps          |
| <3,1 km                      | 8 Mbps           |
| <3,4 km                      | 6 Mbps           |
| <3,9 km                      | 4 Mbps           |
| <4,7 km                      | 2 Mbps           |
| <5,3 km                      | 1 Mbps           |

### Uploadsnelheid
De uploadsnelheid varieert van 1 tot 3,5 Mbit/s. De in Nederland en België toegelaten variant van ADSL2+ laat echter maximaal 1,3 Mbit/s upload toe, Annex M is niet toegestaan in verband met te veel overspraak op andere telefoonlijnen, al lijkt dit in België een uitzondering te zijn. Dommel biedt zowel annex A als annex M aan.
| ITU G.992.5         | ADSL2+ | 24 Mbit/s | 1,3 Mbit/s |
| ITU G.992.5 Annex M | ADSL2+ | 24 Mbit/s | 3,5 Mbit/s |

## Gebruik
Deze snelheden zijn noodzakelijk voor het aanbieden van diensten over het internet zoals televisie van hoge (dvd-)kwaliteit. Het is dus voor de televisiekijker een concurrerend medium voor de kabel, Digitenne en de satelliet (Triple play).

## Overig
ADSL2 is in Nederland in 2005 voor gebruikers beschikbaar gekomen. In België is ADSL2 beschikbaar sinds 1 juli 2008, aangezien Belgacom zijn ADSL2+-netwerk van het BIPT verplicht moest openstellen. Het heeft een landelijke dekking van 85%, de snelheden zijn echter beperkt tot 12 Mbit/s. De afstand tot de wijkcentrale mag maximaal 7 km bedragen (bij ADSL2+ met 24 Mbit/s is dat maximaal 1200 meter).

## Aanbieders
In Nederland zijn er vijf ADSL2+-netwerkleveranciers:
- Tele2
- T-Mobile Online, voorheen Wanadoo, Orange en Online
- KPN en Tiscali, dat tegenwoordig ook van KPN is. Het Tiscalinetwerk is echter wel degelijk een apart netwerk.
- BBned onder de naam Alice

In België zijn er zes ADSL2+-netwerkleveranciers:
- Base (onder de merknaam Snow) (annex A)
- Proximus (voorheen Belgacom) en Scarlet (onderdeel van de Belgacomgroep) (annex A)
- Destiny (bedrijfstoepassingen) (annex A)
- Dommel (annex A/M, auto-negotiating)
- EDPnet